# Вилчедрим
Ви́лчедрим (болг. Вълчедръм) — місто в Монтанській області Болгарії. Адміністративний центр общини Вилчедрим.

## Населення
За даними перепису населення 2011 року у місті проживали 3662 особи.
Національний склад населення міста:
| Національність   | Кількість осіб | Відсоток |
| ---------------- | -------------- | -------- |
| болгари          | 3312           | 91,5%    |
| цигани           | 291            | 8,0%     |
| турки            | 7              | 0,2%     |
| інша             | 3              | 0,1%     |
| не визначились   | 7              | 0,2%     |
| Всього відповіли | 3620           |          |

Розподіл населення за віком у 2011 році:
Динаміка населення: